# Across the Dead-Line
Across the Dead-Line is een Amerikaanse dramafilm uit 1922 onder regie van Jack Conway. De film is wellicht zoekgeraakt.

## Verhaal
De bouwvakkersgemeenschap van Gilead wordt gedomineerd door twee takken van de familie Kidder. De puriteinse tak wordt geleid door Enoch en zijn zoon John, terwijl diens broer Aaron aan het hoofd staat van de rekkelijker zijde van de familie. Aaron wil John ervan overtuigen om van kamp te veranderen. Om hem te lokken maakt hij gebruik van een jong meisje, dat haar geheugen heeft verloren. Wanneer hij haar ontvoert, trekt John eropuit om haar te bevrijden.

## Rolverdeling
| Acteur          | Personage      |
| --------------- | -------------- |
| Frank Mayo      | John Kidder    |
| Russell Simpson | Enoch Kidder   |
| Wilfred Lucas   | Aaron Kidder   |
| Lydia Knott     | Charity Kidder |
| Molly Malone    | Ruth           |
| Frank Thorwald  | Lucas Courtney |
| Josef Swickard  | Abel           |
| William Marion  | Gillis         |